# Helvetia (Arizona)
Helvetia è un centro abitato della contea di Pima, nell'Arizona, che fu fondato nel 1891 e abbandonato all'inizio degli anni 1920. Helvetia è l'antico nome della Svizzera.

## Storia
Helvetia fu fondata nel 1891 per ospitare i lavoratori delle miniere di rame presenti nei dintorni. Al suo culmine la città contava 300 abitanti, di cui la maggior parte erano messicani. Nel 1911, le miniere chiusero, a causa dei bassi prezzi delle materie prime. L'ufficio postale, aperto il 12 dicembre 1899, venne chiuso il 31 dicembre 1921, segnando la fine dell'esistenza della città.
Il film western del 1967 Hombre è stato girato a Helvetia.

### Oggi
Non è rimasto molto da vedere di Helvetia, semplicemente un paio di muri di fondazione che si ergono sopra un pavimento, le rovine della fonderia e il cimitero. Nelle vicinanze ci sono cumuli di scorie e pozzi dalle miniere. Anche se la città è vuota, ci sono diverse case nelle immediate vicinanze che sono ancora in uso, compreso l'Helvetia Ranch.